# Установка фракціонування Парадіс
Установка фракціонування Парадіс — підприємство нафтогазової промисловості в Луїзіані, введене в експлуатацію у 1998 році.
Упродовж 20-го століття Луїзіана була одним з центрів газовидобутку в США, що привело до створення численних газопереробних заводів, до яких, зокрема, відносився виробничий майданчик в Парадіс (правобережна частина дельти Міссісіпі за 25 км на захід від околиць Нового Орлеана). Його експлуатувала компанія Bridgeline («донька» нафтогазового гіганта Texaco), відома перш за все як власник трубопровідної системи Bridgeline Pipeline, котра працює в тому ж штаті. Завод використовували до початку 1990-х, коли через падіння видобутку його довелось законсервувати.
Втім, вже невдовзі поряд з'явилось нове потужне джерело зріджених вуглеводневих газів — Discovery Pipeline System, яка постачала продукцію глибоководних родовищ Мексиканської затоки на новий газопереробний завод Larose. В результаті компанії Texaco, British Borneo та Williams реалізували проєкт повторного запуску на майданчику Парадіс установки фракціонування, потужність якої збільшили з 25 до 42 тисяч барелів на добу. При цьому до Парадіс перемістили обладнання з ГПЗ Pointe Au Chien, який з 1971 року працював серед боліт дельти Міссісіпі за пів сотні кілометрів південніше.
Установка, використовуючи кріогенні методи, здатна виробляти п'ять різних фракцій, а саме: етан (18 тисяч барелів на добу), пропан (10,9 тисячі барелів), н-бутан та ізобутан (3,6 та 4,35 тисячі барелів відповідно) і газовий бензин (5,1 тисячі барелів). Сира суміш для фракціонування надходить з півдня, через трубопровід довжиною 22 милі з діаметрами 350 та 250 мм від ГПЗ Larose, котрий здатен вилучати з отриманого «жирного» природного газу до 90 % етану та майже 100 % більш важких вуглеводнів.
Для зберігання етан-пропанової суміші завод в Парадіс має створене у підземних сольових відкладеннях сховище об'ємом 1 млн барелів. Крім того, два трубопроводи діаметром 150 мм зв'язують його з комплексом сховищ Соренто. Інші лінії дозволяють подавати продукцію на цілий ряд нафтопереробних заводів — Alliance (належить концерну Phillips 66), Норко та Ковент (власність Motiva Enterprises, спільного підприємства Shell та арабської Saudi Refining), а також Гаррівіль (Marathon).
Етан-пропанова суміш постачається за кілька кілометрів у Тафт до проммайданчиків компанії Union Carbide (придбана в 1999-му концерном Dow Chemical), де зокрема знаходяться дві установки парового крекінгу. Крім того, в 2012-му ввели етанопровід пропускною здатністю 12 тисяч барелів на добу до розташованої за 70 км на північний захід, на протилежному березі Міссісіпі, крекінг-установки в Гейсмар, власником якої до 2017-го була згадана вище компанія Williams.